# 명시적 계약
명시적 계약(express contract)은 계약의 내용에 대하여 당사자들이 명시적으로 문서 또는 구두에 의하여, 즉 언어에 의해 합의하는 계약을 말한다. 가장 일반적인 계약의 유형이다. 그리고 계약은 반드시 이와 같이 명시적으로 성립할 필요는 없다.

## 같이 보기
- 사실상 묵시적 계약 (=묵시적 계약)
- 법적 묵시적 계약 (=준계약)